# Experiment IV
Pour un article plus général, voir Discographie et vidéographie de Kate Bush.
Singles de Kate Bush
Don't Give Up
(1986) The Sensual World
(1989)
Pistes de The Whole Story
Sat in Your Lap The Dreaming

Experiment IV est une chanson de Kate Bush, sortie en single le 27 octobre 1986 pour promouvoir la compilation de ses meilleurs titres The Whole Story.
Le single grimpe à la 23e place des ventes dans le UK Singles Chart — en même temps que Don't Give Up qu'elle chante en duo avec Peter Gabriel, et qui atteint la 9e place.